# Pelecanus conspicillatus
El pelícano australiano (Pelecanus conspicillatus) es una especie de ave pelecaniforme de la familia Pelecanidae. Es propio de Australia, así como de algunas zonas de Nueva Guinea, Fiyi y Nueva Zelanda.